# Marcos Cintra
Marcos Cintra Cavalcanti de Albuquerque (São Paulo, São Paulo, 23 de agosto de 1945) é economista e político brasileiro filiado ao União Brasil (UNIÃO). Ex-deputado Federal conhecido por ser defensor da proposta do Imposto Único.
Foi presidente da Financiadora de Estudos e Projetos (FINEP) entre 2016 e 2018.
Foi Secretário Especial da Receita Federal do Brasil, escolhido pelo então Presidente Jair Bolsonaro em 2019.
Em 1997 assumiu a Vice-Presidência da Fundação Getulio Vargas (FGV), cargo que ocupa até hoje.

## Biografia

### Carreira acadêmica
Marcos Cintra é Professor-Titular da Escola de Administração de Empresas de São Paulo da Fundação Getulio Vargas (EAESP/FGV), onde ingressou mediante concurso público em 1969. 
É professor de microeconomia, macroeconomia, finanças públicas, economia agrícola e desenvolvimento econômico nos cursos de Administração de Empresas e de Administração Pública da FGV.
Foi chefe do Departamento de Economia da EAESP/FGV entre 1985 e 1987, e diretor da instituição de 1987 a 1991, quando introduziu os cursos de mestrado e doutorado em Economia de Empresas. 
Obteve quatro títulos superiores pela Universidade de Harvard (EUA): Bacharel em Economia (B.A cum laude, 1968), Mestre em Planejamento Regional (M.R.P., 1972), Mestre em Economia (M.A., 1974) e Doutor em Economia (Ph.D.,1985).

### Carreira literária
É autor de diversos livros tratando sobre finanças públicas, teoria econômica e economia agrícola, no Brasil e no exterior, e de inúmeros artigos técnicos sobre reforma tributária e tributos.
Dentre os vários artigos destaca-se o publicado em 1990 na Folha de S.Paulo intitulado "Por uma reforma tributária", ocasião em que lançou a proposta do Imposto Único sobre movimentação financeira, ideia inovadora que o tornou conhecido no país e que acentuou o debate sobre a reforma tributária no Brasil.
Em relação aos livros de sua autoria destacam-se "A Verdade sobre o Imposto Único" (LCTE 2003) e "Bank transactions: pathway to the single tax ideal", editado nos Estados Unidos em 2009, ambos tratando do Imposto Único, onde também apresenta uma visão crítica sobre impostos sobre valor agregado (IVA´s).
Foi colaborador de artigos do jornal Gazeta Mercantil. Atualmente escreve para os jornais Folha de S.Paulo, Correio Braziliense, O Estado de S.Paulo, Valor Econômico e centenas de outros veículos de imprensa em todo o país.

## Carreira política

### Vereador
Foi vereador de São Paulo entre 1993 e 1997 e entre 2009 e 2013.
Foi secretário do Planejamento, Privatização e Parceria do Município de São Paulo em 1993.
Como vereador em São Paulo foi autor do projeto de lei 259/94, lei que criou em 1995 o CEPAC (Certificado de Potencial Adicional de Construção), instrumento de política urbana e de captação de recursos públicos que recebeu entusiástica avaliação em um congresso de administradores públicos realizado em Toronto, no Canadá. O tema foi posteriormente incorporado no Estatuto da Cidade e tornou-se um dos mais importantes e inovadores mecanismos de financiamento de investimentos públicos urbanos, sendo amplamente utilizado na cidade de São Paulo. Também tem sido implantado em várias outras metrópoles brasileiras, entre elas no Rio de Janeiro.
O Cepac resolve dois problemas. Capta recursos não tributários para financiar gastos públicos e absorve para a coletividade a renda diferencial gerada por investimentos governamentais, renda essa normalmente absorvida pelos agentes privados. É uma ideia pioneira que deu certo. Pode ser amplamente utilizado por prefeituras e governos estaduais na implementação de projetos de revitalização de áreas, urbanização de favelas, intervenções viárias e na expansão da rede de metrô. Tem sido um importante instrumento de política urbana em várias metrópoles como São Paulo e o principal instrumento financeiro no projeto do Porto Maravilha no Rio de Janeiro.
No âmbito municipal o Cepac está incluído na lei 13.430/02, que entrou no Plano Diretor Estratégico do Município de São Paulo.
Na esfera federal, o Cepac foi inserido em 2001 no Estatuto da Cidade, que regulamenta artigos da Constituição referentes à legislação urbana. Em 2003, a CVM (Comissão de Valores Mobiliários) baixou a instrução 401/03 regulamentando a negociação e a distribuição deles.
Nas eleições municipais de 2008, foi eleito vereador de São Paulo pelo PR, e logo nomeado pelo prefeito Gilberto Kassab, secretário municipal de Desenvolvimento Econômico e do Trabalho, cargo que exerceu entre 2009 e 2012. À frente da secretaria promoveu medidas para fortalecimento das PPP´s (Parcerias Público-Privadas).

### Deputado Federal
Em 1998, foi eleito deputado federal pelo PL de São Paulo, com 132.266 votos, cargo que ocupou de 1999 a 2003. Como parlamentar foi membro das Comissões de Finanças e Tributação e de Reforma Tributária e presidente da Comissão de Economia, Indústria e Comércio.

### Cargos e candidaturas
Nas eleições municipais de 2000, foi candidato a prefeito em São Paulo.
Foi secretário municipal das Finanças de São Bernardo do Campo de 2003 a 2006.
Em fevereiro de 2013, o economista filiou-se ao PRB, assumindo o comando do partido em São Paulo.
Foi subsecretário de Ciência, Tecnologia e Inovação do Estado de São Paulo de 2013 a 2014, ocasião em que elaborou o Plano Diretor de Ciência e Tecnologia do Estado de São Paulo e modernizou os marcos regulatórios dos institutos de pesquisa estadual.
Em setembro de 2016 foi nomeado para a Presidência da Financiadora de Estudos e Projetos (FINEP), cargo que ocupou até 2018.
Em 2019 foi nomeado Secretário Especial da Receita Federal do Brasil pelo Ministro da Economia Paulo Roberto Nunes Guedes e pelo Presidente do Brasil Jair Bolsonaro.
Cintra liderava o desenvolvimento de projeto de reforma tributária do governo Bolsonaro. Entre as ideias sendo estudadas pelo Secretário Especial da Receita Federal, há o imposto de renda negativo e um imposto sobre transações financeiras, que substituiria diversos impostos indiretos.Porém, entrou em rota de colisão com o ministro Paulo Guedes por propor a criação de um novo imposto na proposta de Reforma Tributária do governo Bolsonaro, muito parecido com a extinta CPMF. 
No dia 11 de setembro, Cintra é demitido pelo ministro Paulo Guedes. O motivo foi a apresentação, num seminário em Brasília no dia 10 de setembro, pelo adjunto de Cintra, de estudos não autorizados pelo ministro, que defende uma proposta de imposto análogo à CPMF. O Ministério da Economia, divulgou uma nota oficial afirmando que “não há um projeto de reforma tributária finalizado” e que “a proposta somente será divulgada depois do aval do ministro Paulo Guedes e do presidente da República Jair Bolsonaro”.
Foi membro e consultor do Instituto ÍNDIGO, do Partido União Brasil entre 2019 e 2022.
Foi escolhido como vice na chapa de Soraya Thronicke para a Presidência da República na eleição presidencial em 2022.